# Andrievs Niedra
Andrievs Niedra (ur. 8 lutego 1871 w Tirzā w Inflantach, zm. 25 września 1942 w Rydze), łotewski duchowny luterański, prozaik, poeta i dziennikarz, premier rządu Łotwy od kwietnia do czerwca 1919 roku. 
Po ukończeniu gimnazjum ryskiego studiował teologię luterańską na uniwersytecie w Dorpacie. W młodości podejmował próby poetyckie, pracował też jako dziennikarz i redaktor naczelny (m.in. pisma "Austrums" w latach 1903–06). 
W 1905 roku opowiedział się po stronie konserwatywnych sił społecznych obawiając się rewolucji - potępiał działania łotewskiej i rosyjskiej socjaldemokracji. 
W 1906 roku objął parafię w Matisi, od 1908 do 1918 roku sprawował nadzór nad okręgiem parafialnym Kalsnava-Vietava. 
Od stycznia 1919 roku przebywał w Lipawie, w obawie przed bolszewizacją Łotwy popierał działalność władz niemieckich na terenie Kurlandii i Inflant. Od kwietnia do czerwca 1919 roku kierował proniemieckim rządem Łotwy, konkurencyjnym wobec gabinetu Karlisa Ulmanisa. 
Na jesieni 1919 roku podjął współpracę z Zachodnią Armią Ochotniczą księcia gen. Pawła R. Bermondta-Awałowa. Po zakończeniu działań wojennych nie powrócił na Łotwę, objął parafię luterańską w Wilnie (do 1924 roku). 
W 1924 roku wrócił do kraju, po czym natychmiast został aresztowany oskarżony o zdradę stanu i skazany na trzy lata więzienia. Pozwolono mu wyjechać z Łotwy, osiadł w Prusach Wschodnich, gdzie sprawował posługę pastoralną. 
W kwietniu 1942 roku powrócił do Rygi, gdzie próbował zbudować proniemiecki ruch polityczny wśród Łotyszów, jednak śmierć przeszkodziła w jego zamiarach. 

## Publikacje
- 1899 - Līduma dūmos (W dymach karczowiska, powieść)
- 1924 - Dzīvais mironis (Żywy trup)
- 1928 - Mana bērnība un puikasgadi (Moje dzieciństwo i lata chłopięce)
- 1998 - Tautas nodevēja atmiņas (Wspomnienia zdrajcy narodu, wyd. pośmiertnie)